# La Viña (Salta)
La Viña es una localidad del NOA de Argentina, en la provincia de Salta, cabecera del Departamento homónimo, y se encuentra a 88 km de la Ciudad de Salta, capital de la provincia.

## Ubicación
Ubicada a la vera de la RN 68 "km 101";  y del Ferrocarril General Belgrano, que su red troncal y ramales la conectan con el sur boliviano, con el norte chileno y con el Puerto Barranqueras (Chaco) sobre el Río Paraná, hacia el este.

## Historia
La fecha oficial de fundación del pueblo es el 3 de diciembre de 1886 a partir de la ley 222/1886 que instituyó "la expropiación de terrenos para la creación de un Pueblo en el lugar de La Viña", por entonces en el desaparecido departamento de San Bernardo de Díaz.

## Población
Contaba con 1,667 habitantes (Indec, 2001), lo que representa un incremento del 34,8% frente a los 1,237 habitantes (Indec, 1991) del censo anterior. ya ahora tiene aproximadamente 7.435 habitantes con el censo del año 2010.

## Turismo
La localidad forma parte de la llamada Ruta del Vino salteño, que incluye aproximadamente unas 3000 hectáreas de viñedos distribuidas en los departamentos de La Viña, Cachi, Molinos, San Carlos y Cafayate. 

## Toponimia
Se lo atribuye a la existencia de antiguas viñas, produciendo vinos regionales

## Defensa Civil

### Sismicidad
La sismicidad del área de Salta es frecuente y de intensidad baja, y un silencio sísmico de terremotos medios a graves cada 40 años.
- Sismo de 1930: aunque dicha actividad geológica catastrófica, ocurre desde épocas prehistóricas, el terremoto del 24 de diciembre de 1930 (94 años),[5] señaló un hito importante dentro de la historia de eventos sísmicos salteños, con 6,4 Richter. Pero nada cambió extremando cuidados y/o restringiendo códigos de construcción.[4]
- Sismo de 1948: el 25 de agosto de 1948 (76 años) con 7,0 Richter, el cual destruyó edificaciones y abrió numerosas grietas en inmensas zonas[5][4]
- Sismo de 2010: el 27 de febrero de 2010 (15 años) con 6,1 Richter